# Imbrasia epimedea
Imbrasia epimedea är en fjärilsart som beskrevs av Herrich-Schäffer 1856. Imbrasia epimedea ingår i släktet Imbrasia och familjen påfågelsspinnare. Inga underarter finns listade i Catalogue of Life.